# Lamberto Dalla Costa
Lamberto Dalla Costa, född 14 april 1920, död 29 oktober 1982, var en italiensk bobåkare.
Han blev olympisk guldmedaljör i tvåmansbob vid vinterspelen 1956 i Cortina d'Ampezzo.